# Sturmpistole

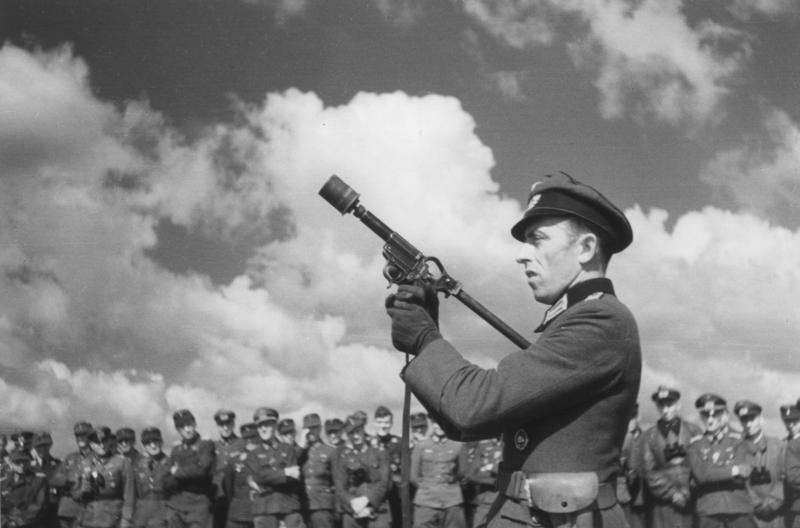
Una Sturmpistole durante una dimostrazione

La Sturmpistole (letteralmente "pistola d'assalto", anche conosciuta come Kampfpistole, ossia "pistola da battaglia") fu un tentativo della Germania nazista durante la Seconda guerra mondiale di creare un'arma anticarro portatile utilizzabile da tutti i fanti dell'esercito. Si trattava semplicemente di una pistola segnaletica modificata per lanciare svariati tipi di granate, tra cui anche cariche cave in grado (almeno teoricamente) di perforare fino a 80 mm di corazza.
L'idea fu tuttavia messa rapidamente da parte quando ci si rese conto della sua totale inefficacia anche contro mezzi dotati di corazzature estremamente leggere, e si decise di concentrare gli sforzi di ricerca su armi anticarro dai risultati più promettenti, ovvero i primi esemplari di quelli che diventeranno Panzerfaust e Panzerschreck.